# Palazzo Pulcarelli
Il Palazzo Pulcarelli è un palazzo storico di Napoli, sito in via Materdei.
L'edificio venne costruito nel XVI secolo, ma rinnovato nel corso del XVIII secolo, testimonianza ne è la bella scala aperta a loggia, la cui arcata centrale è più ampia, presentando un arco dal profilo ellittico.
Il palazzo risulta, come altre costruzioni della città, trasformato nei secoli successivi, con superfetazioni e sopraelevazioni di carattere strutturale che hanno cambiato le opere murarie originarie.